# سمفونی سونیک
سمفونی سونیک تور کنسرت در دست اجرایی به‌همراهٔ چینش اصلی موسیقی مجموعهٔ سونیک خارپشت سگا می‌باشد که توسط یک ارکستر و گروهٔ راک اجرا می‌شود.